# KV16
KV16 i Konungarnas dal utanför Luxor i Egypten var begravningsplats för farao Ramses I under Egyptens nittonde dynasti som avled 1290 f.Kr.
Graven är uthuggen i den sydöstra wadin bredvid KV17. En sluttande korridor och trappor leder ner till gravkammaren som även har tre sidokammare. Sarkofagen i gravkammaren har skador plundring. Graven är dekorerade med motiv från  De dödas bok. KV16 är anmärkningsvärt liten (totalt 148 m²) och var inte färdigställa vid tiden för Ramses I:s död. Sannolikt var avsikten att graven skulle ha blivit större, men kungens oväntade död tvingade fram ett snabbare färdigställande.
Ramses I:s mumie flyttades till TT320 kring tiden för Nya rikets fall efter att eventuellt även varit gömd i KV17.
KV16 hittades, och grävdes ut 1817. Graven och väggdekorationerna har vattenskador efter översvämningar.